# Heliamphora arenicola
Heliamphora arenicola är en flugtrumpetväxtart som beskrevs av Wistuba, A.Fleischm., Nerz och S.Mcpherson. Heliamphora arenicola ingår i släktet Heliamphora och familjen flugtrumpetväxter. Inga underarter finns listade i Catalogue of Life.